# Teatr Tworzenia

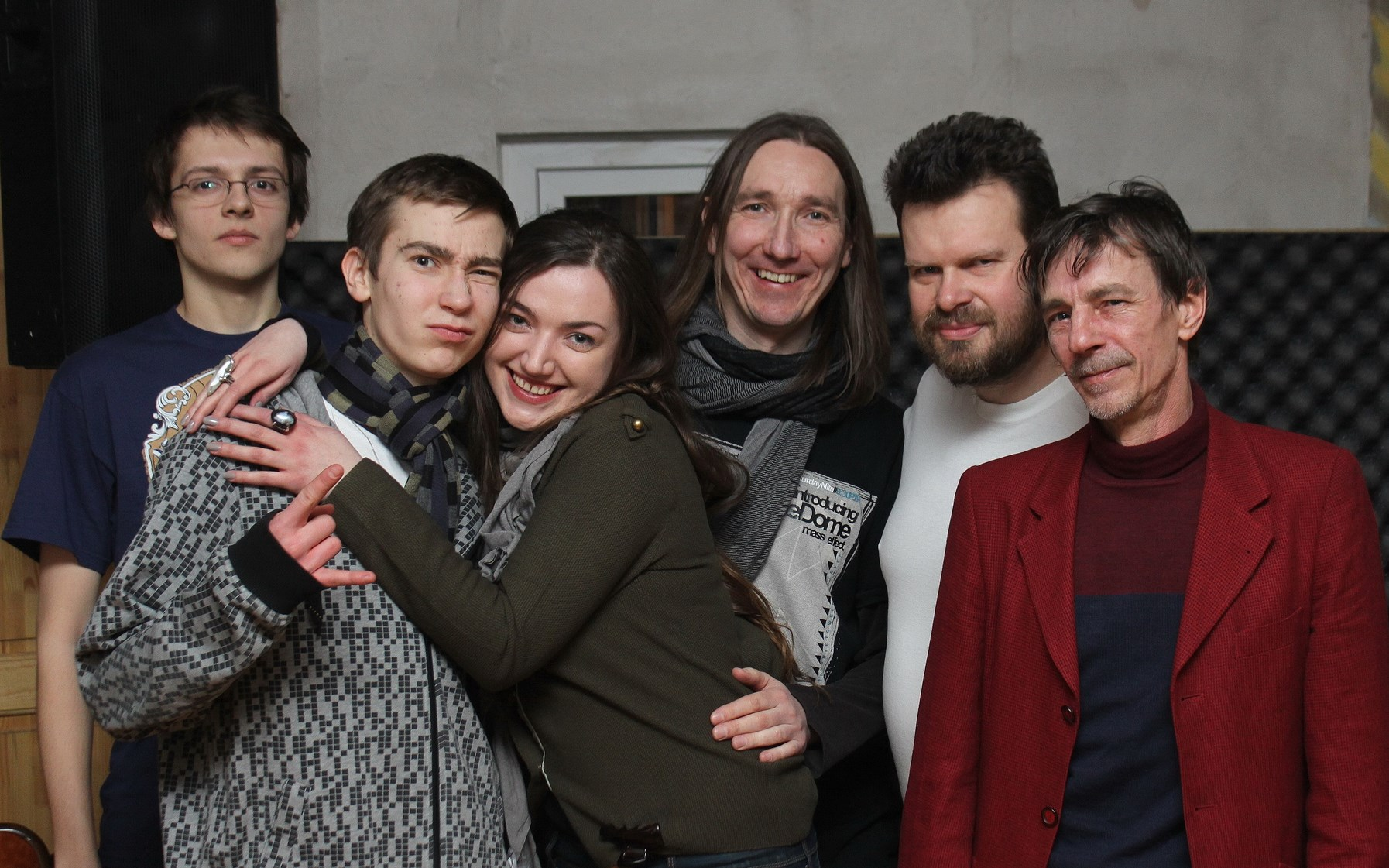
Teatr Tworzenia w trakcie przygotowań do koncertu „Album Rodzi Inny” Od lewej: Ryszard Lubieniecki, Mikołaj Toczko, Paulina Heyer, Krzysztof Toczko, J.Pijarowski, Sławomir Ciesielski

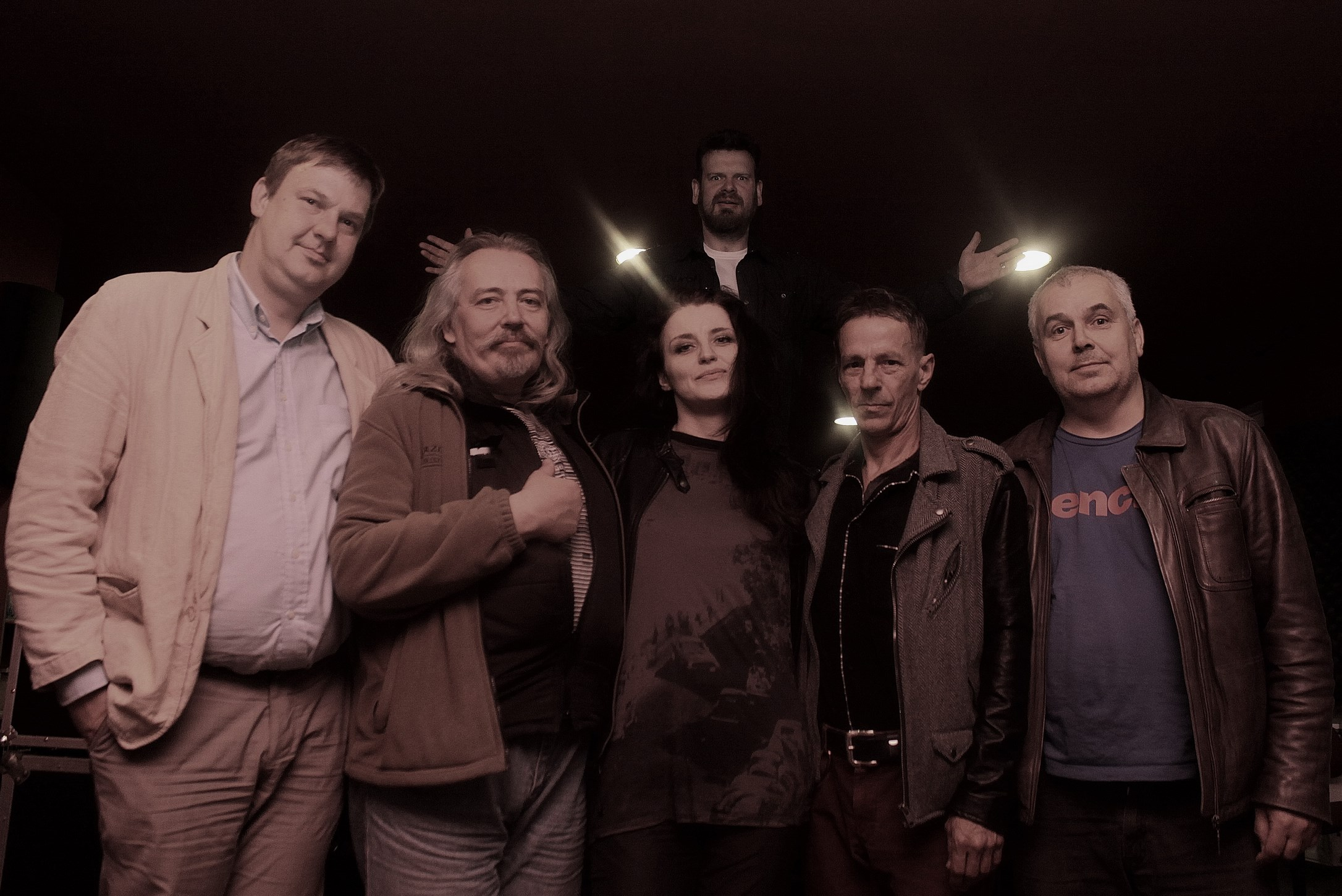
Teatr Tworzenia podczas sesji nagraniowej w składzie: J. Marszałek, M. Ogorodov, E. Srzednicka, S. Ciesielski, B. Raatz i J. Pijarowski

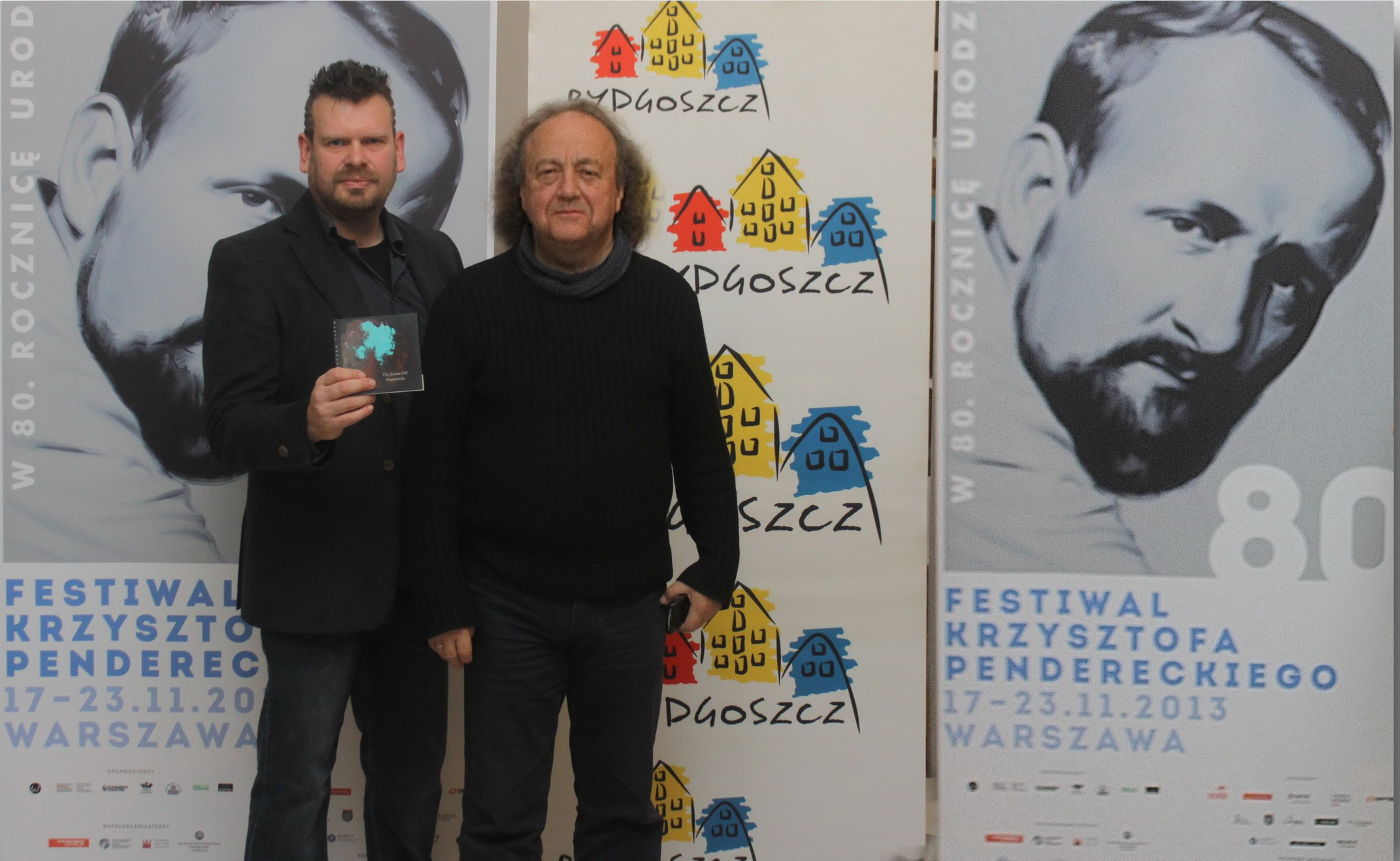
J. Pijarowski i J. Skrzek podczas premiery płyty: The dream Off Penderecki w czasie Festiwalu Krzysztofa Pendereckiego

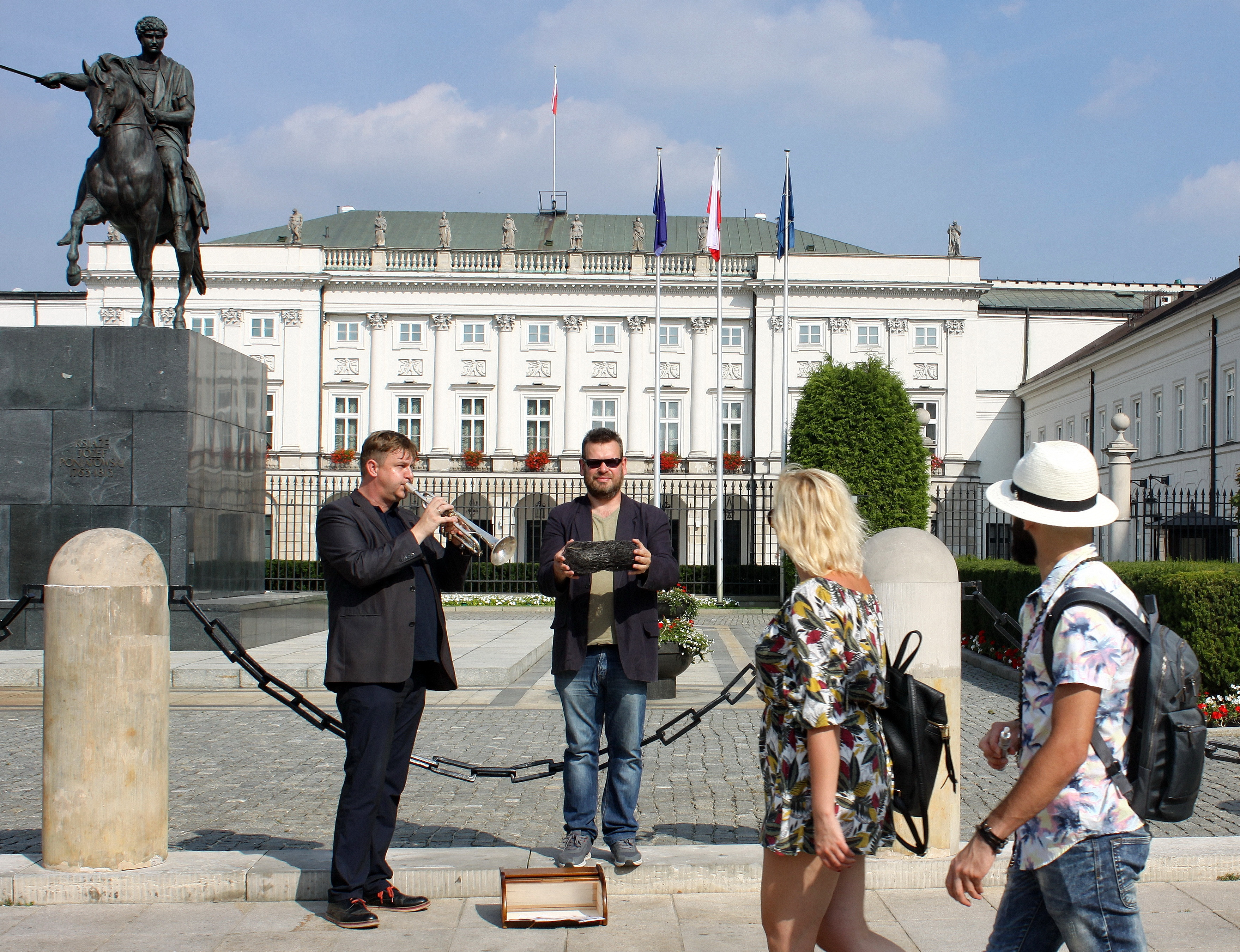
Performance Teatru Tworzenia przed Pałacem Prezydenckim w Warszawie z okazji wystawy Abakanowicz//Pijarowski -The Art Dimensions.

Teatr Tworzenia – polski teatr awangardowy, założony przez Jarosława Pijarowskiego. Zgodnie z definicją autora jest to: „Niezinstytucjonalizowana forma realizacji twórczych idei, polegająca na intuitywno-improwizacyjnych działaniach tematycznych; mających na celu integrację oraz promocję myśli twórczej (słowo, muzyka, plastyka, teatr) w formach audio-wizualnych”.
Teatr Tworzenia nie posiada stałego miejsca, co jest związane z ideą – Live Act – tworzenie na żywo zgodnie z wcześniej przyjętym scenariuszem, dla widowni bez ograniczeń czasu, miejsca i przestrzeni, niejednokrotnie z udziałem publiczności.

## Historia Teatru Tworzenia
W latach 2006–2010 – inscenizacje Teatru Tworzenia oparte były na podstawie monogramów oraz działań performatywnych Pijarowskiego (Krzyk nagości, Wyrok istnienia, Di Logos Moon Di, Frozen In Monitoring) w Warszawie, Londynie i Pradze.
Punktem zwrotnym stało się monumentalne widowisko teatralno-muzyczne zatytułowane: „Zamek dźwięku” z cyklu: „Castles of Sound”; zrealizowane na Zamku w Golubiu - Dobrzyniu w 2011 roku. Udział wzięli między innymi: Jorgos Skolias - inicjator „Dźwięku Pokoju”, perkusista Sławomir Ciesielski, Bogusław Raatz, Timothy Sanford, plastycy: Xavier Bayle, Łukasz Wodyński.
Kolejną dużą formą było pierwsze polskie awangardowe oratorium „Terrarium” zrealizowane wraz z Józefem Skrzekiem w Kościele św. Andrzeja Boboli w Bydgoszczy.
W 2013 roku w związku z 80. rocznicą urodzin Krzysztofa Pendereckiego zrealizowano projekt muzyczno-teatralny zatytułowany: „The dream Off Penderecki”.
W 2014 roku zrealizowano pierwsze widowisko z cyklu „Czasoprzestrzeń – Live Forever” – oparte na sztuce J. Pijarowskiego „Czasoprzestrzeń” opisującej przypadki z życia prekursora polskiej magii Pana Twardowskiego. W drodze powrotnej z prapremiery widowiska wystawionego jako przedstawienie finałowe Bydgoskiego Festiwalu „Ster na Bydgoszcz” na Wyspie Młyńskiej w Bydgoszczy doszło do tragicznego wypadku, skutkiem którego było zawieszenie działalności widowiskowej Teatru Tworzenia.

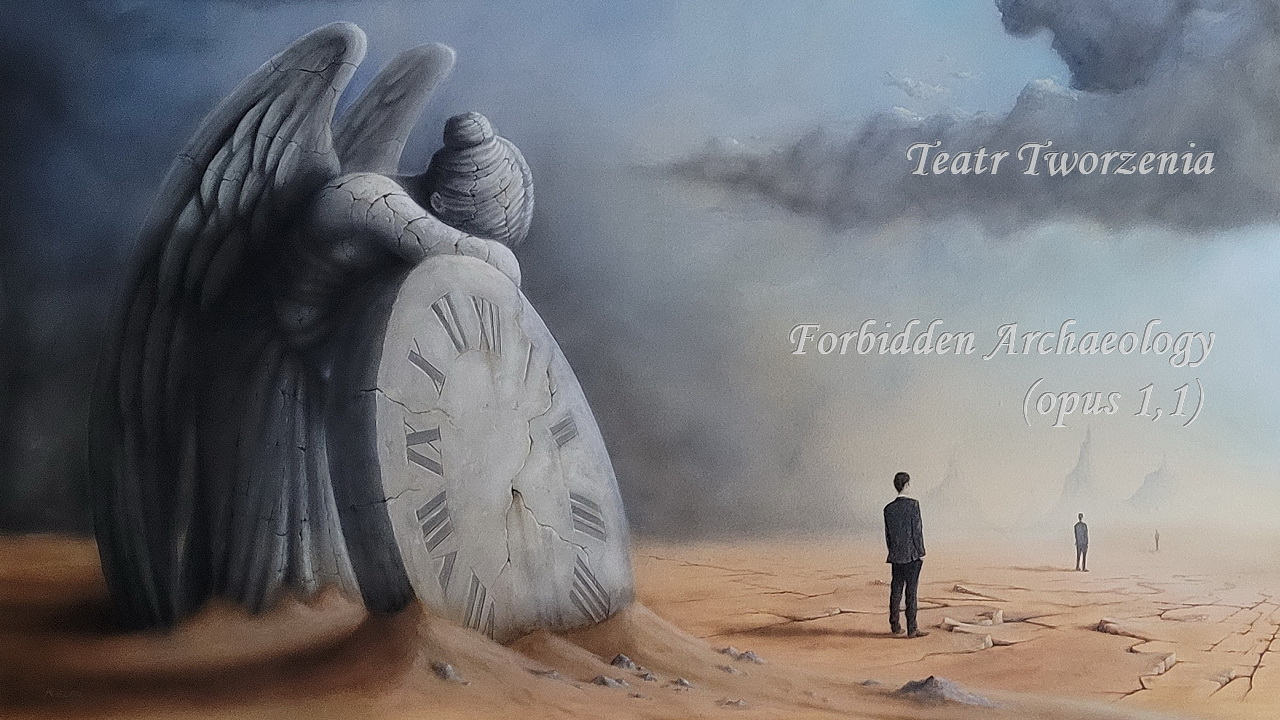
Wizualizacja wersji cyfrowwej pierwszej części cyklu „Forbidden Archaeology" Teatru Tworzenia, wykonana przez J.Pijarowskiego wraz z twórcą obrazu - Andrzejem Kielarem

27 marca 2024 podczas  Międzynarodowego Dnia Teatru, oficjalnie w formie wizualno - muzycznej zaprezentowano pierwszą część sagi „Forbidden Archaeology" zatytułowaną „Forbidden Archaeology (opus 1,1)". Plik mulimedialny został opublikowny w wersji cyfrowej (niekomercyjnie - non profit) w serwisach społecznościowych i streamingowych. 

## Program artystyczny
Pijarowski jest autorem prawie wszystkich tekstów firmowanych przez Teatr Tworzenia. Muzyka jest wypadkową działań twórcy oraz artystów współpracujących.

### Formy sceniczne i widowiskowe (wybór)
- „Frozen in monitoring” – performance (cykl)
- „Zamek Dźwięku” – koncert, widowisko i film
- „Terrarium” – koncert, widowisko i płyta[9][10],
- „Gate 2012/2013” – słuchowisko radiowe[11]
- „Album Rodzi Inny” – koncert, performance, widowisko[12]
- „Misty Mountain High” – sesja nagraniowa
- „Fukushima LowTuDed” – koncert – performance[13]
- „Martwa Natura – Live” – koncert – widowisko charytatywne[14]
- „The dream Off Penderecki” – płyta, koncert[15]
- „Czasoprzestrzeń – Live Forever” – koncert, performance, widowisko[16][17],
- „Breakfast in the Exorcist’s brain” – sesja nagraniowa, widowisko

### Stała współpraca artystyczna
- Muzyka:
  - instrumenty klawiszowe – Józef Skrzek, (Władysław Komendarek do 2014 r.).
  - instrumenty strunowe – Bogusław Raatz, Waldemar Knade, Wojciech Lachowski
  - instrumenty dęte – Jakub Marszałek
  - instrumenty perkusyjne – (Sławomir Ciesielski do 2014 r.), Marcin Jahr
  - harmonijka – Michał Kielak
  - wokalizy – Jorgos Skolias, (Eurazja Srzednicka do 2014 r.), Marek Piekarczyk, Wojciech Dyngosz, Monika Litwin - Dyngosz
  - chór – Via Musica
  - dyrygenci – Sławomir Łobaczewski, Bogdan Żywek

### Artyści współpracujący okazjonalnie
- aktorzy: Derek Jacobi, Daniel Olbrychski, Mariusz Benoit, Adam Ferency
- muzycy: Milo Kurtis, Andrzej Nowak, Damian Pietrasik, Piotr Lekki, Janusz Stolarski, Michał Milczarek, Marcelina Sankowska, Paulina Heyer, Małgorzata Sanford, Robert Bielak, Tim Sanford, Marek i Krzysztof Kroschel, Ryszard Lubieniecki, Maciej Myga, Andrzej Przybielski, Krzysztof Toczko, Mikołaj Toczko, Misha Ogorodov, M.P. Szumski, Tomasz Osiecki, Andrzej Borzym, Michał Straszewski, Radosław Zaworski, Glass Duo, Karol Korniluk.
- plastycy: Stanisław Baj, Władysław Wałęga, Andrzej Kielar, Leszek Goldyszewicz, Jacek Kamiński, Łukasz Wodyński, Xavier Bayle, Marek Ronowski, Alina Bloch, Małgorzata Grydniewska.
- inni: Robert Bernatowicz, Zdzisław Pająk, Andrzej Gawroński, Iwona Wasilewska.

### Dyskografia

#### Albumy
- Terrarium – Live in Bydgoszcz (2013)
- The dream Off Penderecki (2013)
- Katharsis (A Small Victory) (2017)
- Living After Life (2019)
- Pandemonicon (2020)
- Forbidden Archaeology (Opus 1,1) - wersja multimedialna (2024)
- Forbidden Archaeology (Opus 2,2) - lamentation for civilization (you choose which one...) (2024)

#### Pozostałe
- OFF – Życie bez dotacji – dźwiękowa dokumentacja działań J. Pijarowskiego oraz Teatru Tworzenia (utwory:8, 9, 10, 18, 19).

### Formy ilustracyjne Teatru Tworzenia
- Ukryte wymiary malarstwa Marka Ronowskiego – Bydgoszcz, Hotel City (2014)[18]
- Wystawa malarstwa Władysława Wałęgi – „Ogrody Wyobraźni”, Kujawsko-Pomorskie Centrum Kultury w Bydgoszczy (2015)[19]
- Wystawa interaktywna Abakanowicz /Pijarowski - The Art Dimensions (Prologue - Warsaw)(2016)[20]
- Oprawa muzyczna podczas wręczenia wyróżnień: "Honorowy Świadek Koronny Polskiej Kultury" 
  - Piotrowi Skrzyneckiemu (pośmiertnie) - 24.08.2020 w Piwnicy pod Baranami w Krakowie;
  - Jarosławowi Struczyńskiemu - 25.09.2020 w Centrum Wspierania Rodzin w Gniewie (Dom Kultury w Gniewie)[21].;
  - Erwinowi Sówce - (pośmiertnie) - 27.05.2021 w Salonie Hoffman przy Kujawsko-Pomorskim Ośrodku Kultury w Bydgoszczy[22].;
  - Włodzimierzowi Nahornemu - 12.11.2021 w Ostrowskim Centrum Kultury w Ostrowie Wielkopolskim.
  - Jackowi Solińskiemu, oraz Janowi Kaji - 19.11.2021 w Salonie Hoffman przy Kujawsko-Pomorskim Ośrodku Kultury w Bydgoszczy[23]
- Koncert i wystawa: J.Pijarowski - Teatr Tworzenia i Przyjaciele "Let's Save Our Culture & Art" - 8 kwietnia 2022 r. Galeria i Dom Aukcyjny Jagiellońska 1 w Bydgoszczy
- Oprawa muzyczna festiwalu World Urban Art w 2022 r. w Bydgoszczy[24].
- 13.05.2023 r. podczas Europejskiej Nocy Muzeów, oraz drugiej edycji festiwalu World Urban Art na dwóch piętrach bydgoskiej biblioteki Uniwersytetu Kazimierza Wielkiego odbyła się premiera przedstawienia Teatru Tworzenia zatytułowana - „Czy jest w Tobie Herostrates?". Sztuka została opracowana i wyreżyserowana przez J.Pijarowskiego na podstawie opowiadania J.P. Sartre'a, prac Grupy Artystycznej Twożywo, oraz tekstów własnych autora[25].